# Tonči Gabrić
Tonči Gabrić (Split, 11 de novembro de 1961 – Split, 28 de outubro de 2024) foi um treinador e futebolista profissional croata que atuava como goleiro.

## Carreira
Tonči Gabrić integrou a Seleção Croata de Futebol na Eurocopa de 1996.